# Ugunja
Ugunja är en stad i distriktet Siaya i provinsen Nyanza. Centralorten hade 6 584 invånare vid folkräkningen 2009, med totalt 33 878 invånare inom hela stadsgränsen.